# Desognaphosa karnak
Desognaphosa karnak is een spinnensoort uit de familie Trochanteriidae. De soort komt voor in Queensland.